# بوئنوس آیرس، شهر رؤیاها
«بوئنوس آیرس، شهر رویاها» (انگلیسی: Buenos Aires, City of Dreams) یک فیلم صامت آرژانتینی در سبک موزیکال است که در سال ۱۹۲۲ منتشر شد.